# Бондаренко Олег Григорович
Оле́г Григо́рович Бондаре́нко (29 березня 1986, Миколаїв — 2 березня 2016, Артема, Луганська область) — старший солдат Збройних сил України, учасник російсько-української війни.

## Життєпис
Народився 1986 року у місті Миколаїв.
15 березня 2015 року мобілізований, з травня виконував бойові завдання в зоні бойових дій; старший солдат, кулеметник 1-го відділення 2-го взводу 6-ї роти 2-го механізованого батальйону, 92-га окрема механізована бригада.
2 березня 2016 року загинув від кулі снайпера у голову під час патрулювання території у складі пішого патруля — військові переходили по містку через річку Євсуг (притока річки Сіверський Донець) поблизу села Артема Станично-Луганського району (Луганська область).
Відбулося прощання у військовій частині в Башкирівці, похований на міському кладовищі Миколаєва біля села Мішково-Погорілове..
Без Олег лишилися батьки, дружина та донька 2010 р.н.

## Нагороди та вшанування
За особисту мужність, сумлінне та бездоганне служіння Українському народові, зразкове виконання військового обов'язку відзначений — нагороджений
- орденом «За мужність» ІІІ ступеня (17.6.2016, посмертно)[2]
- 26 липня 2024 року вулицю 28 Армії в Миколаєві перейменовано на вулицю Олега Бондаренка[3].